# تارنامرا
تارنامرا (به مجاری:  Tarnaméra) یک منطقهٔ مسکونی در مجارستان است که در ناحیه هوش واقع شده‌است. تارنامرا ۲۸٫۲۶ کیلومتر مربع مساحت و ۱٬۶۵۹ نفر جمعیت دارد و ۱۰۰ متر بالاتر از سطح دریا واقع شده‌است.